# Démographie de la Dordogne
La démographie de la Dordogne est caractérisée par une faible densité, une population vieillissante, qui après avoir stagné longtemps connaît une légère croissance depuis les années 1970.
Avec ses 416 325 habitants en 2022, le département français de la Dordogne se situe en 59e position sur le plan national.
En six ans, de 2016 à 2022, sa population a augmenté de plus de 1 500 unités, c'est-à-dire de 256 personnes par an. Mais cette variation est différenciée selon les 503 communes que comporte le département.
La densité de population de la Dordogne, 46 habitants par kilomètre carré en 2022, est deux fois inférieure à celle de la France entière qui est de 107,1 hab./km2 pour la même année.

## Évolution démographique du département de la Dordogne
Le département a été créé par décret du 4 mars 1790. Il comporte alors neuf districts (Belvès, Bergerac, Excideuil, Montignac, Mussidan, Nontron, Perigueux, Ribérac et Sarlat) et 72 cantons. Le premier recensement sera réalisé en 1791 et ce dénombrement, reconduit tous les cinq ans à partir de 1821, permettra de connaître plus précisément l'évolution des territoires.
Avec 482 750 habitants en 1831, le département représente 1,48 % de la population française, qui est alors de 32 569 000 habitants. De 1831 à 1866, il va gagner 19 923 habitants, soit une augmentation de 0,12 % en moyenne par an, inférieure au taux d'accroissement national de 0,48 % sur cette même période.
L'évolution démographique entre la guerre franco-allemande de 1870 et la Première Guerre mondiale est négative alors qu'elle croît au niveau national. Sur cette période, la population perd 42 709 habitants, soit une baisse de 8,90 % alors qu'elle progresse de 10 % au niveau national. La population perd encore 2,46 % pour la période de l'entre-deux-guerres de 1921 à 1936, parallèlement à une croissance au niveau national de 6,9 %.
A contrario des autres départements français, la Dordogne ne va ensuite pas connaître d'essor démographique après la Seconde Guerre mondiale, puisque sa population va rester relativement stable. Ce n'est qu'à partir des années 1980 qu'un léger frémissement apparaît. Le taux d'accroissement démographique global entre 1946 et 2010 est de 6,8 % alors qu'il est de 59,5 % au niveau national. 
En 2022, le département comptait 416 325 habitants, en évolution de +0,37 % par rapport à 2016 (France hors Mayotte : +2,11 %).
| 1791    | 1801    | 1806    | 1821    | 1826    | 1831    | 1836    | 1841    | 1846    |
| ------- | ------- | ------- | ------- | ------- | ------- | ------- | ------- | ------- |
| 433 343 | 409 475 | 424 113 | 453 136 | 464 074 | 482 750 | 487 502 | 490 263 | 503 545 |

| 1851    | 1856    | 1861    | 1866    | 1872    | 1876    | 1881    | 1886    | 1891    |
| ------- | ------- | ------- | ------- | ------- | ------- | ------- | ------- | ------- |
| 505 789 | 504 651 | 501 687 | 502 673 | 480 141 | 489 848 | 495 037 | 492 205 | 478 471 |

| 1896    | 1901    | 1906    | 1911    | 1921    | 1926    | 1931    | 1936    | 1946    |
| ------- | ------- | ------- | ------- | ------- | ------- | ------- | ------- | ------- |
| 464 822 | 452 951 | 447 052 | 437 432 | 396 742 | 392 489 | 383 720 | 386 963 | 387 643 |

| 1954    | 1962    | 1968    | 1975    | 1982    | 1990    | 1999    | 2006    | 2011    |
| ------- | ------- | ------- | ------- | ------- | ------- | ------- | ------- | ------- |
| 377 870 | 375 455 | 374 073 | 373 179 | 377 356 | 386 365 | 388 293 | 404 052 | 415 168 |

| 2016    | 2021    | 2022    | - | - | - | - | - | - |
| ------- | ------- | ------- | - | - | - | - | - | - |
| 414 789 | 413 730 | 416 325 | - | - | - | - | - | - |

## Population par divisions administratives

### Arrondissements
Le département de la Dordogne est divisé en cinq arrondissements lors de leur création en 1800. Après la suppression de l'arrondissement de Ribérac en 1926, il n'en subsiste plus que quatre. Au 1er janvier 2017, une réorganisation des arrondissements est effectuée, pour intégrer les récentes modifications des intercommunalités et mieux faire coïncider les arrondissements aux circonscriptions électorales ; 72 communes sur 520 sont affectées : 28 passent de Périgueux vers Nontron, 22 passent de Périgueux vers Sarlat-la-Canéda, 21 de Bergerac vers Périgueux et 1 de Bergerac vers Sarlat-la-Canéda,.
La population se concentre principalement sur l'arrondissement de Périgueux, qui recense 43 % de la population totale du département en 2022, avec une densité de 61,7 hab./km2, contre 25 % pour l'arrondissement de Bergerac, 20 % pour celui de Sarlat-la-Canéda et 13 % pour celui de Nontron.
| Arrondissement   | Population(2022) | Variation(2022/2016)                       | Superficie(km2) | Densité(hab./km2) |
| ---------------- | ---------------- | ------------------------------------------ | --------------- | ----------------- |
| Périgueux        | 177 003          | en évolution de +0,97 % par rapport à 2016 | 2 869,3         | 61,7              |
| Bergerac         | 103 299          | en évolution de +0,43 % par rapport à 2016 | 1 819,9         | 56,8              |
| Sarlat-la-Canéda | 81 563           | en évolution de −0,37 % par rapport à 2016 | 2 273,1         | 35,9              |
| Nontron          | 54 460           | en évolution de −0,54 % par rapport à 2016 | 2 097,7         | 26                |
| Source : Insee.  |                  |                                            |                 |                   |

### Communes de plus de5 000 habitants
Sur les 503 communes que comprend le département de la Dordogne, 34 ont en 2022 une population municipale supérieure à 2 000 habitants, neuf ont plus de 5 000 habitants et trois ont plus de 10 000 habitants : Périgueux, Bergerac et Boulazac Isle Manoire.
Les évolutions respectives des communes de plus de 5 000 habitants sont présentées dans le tableau ci-après.
| Commune               | Population(2022) | Variation(2022/2016)                        | Superficie(km2) | Densité(hab./km2) |
| --------------------- | ---------------- | ------------------------------------------- | --------------- | ----------------- |
| Périgueux             | 29 876           | en évolution de −0,12 % par rapport à 2016  | 9,82            | 3 042,4           |
| Bergerac              | 26 852           | en évolution de −1,53 % par rapport à 2016  | 56,1            | 478,6             |
| Boulazac Isle Manoire | 10 628           | -                                           | 55,95           | 190               |
| Sarlat-la-Canéda      | 8 786            | en évolution de −1,79 % par rapport à 2016  | 47,13           | 186,4             |
| Coulounieix-Chamiers  | 7 537            | en évolution de −5,17 % par rapport à 2016  | 21,7            | 347,3             |
| Trélissac             | 7 319            | en évolution de +10,41 % par rapport à 2016 | 22,88           | 319,9             |
| Terrasson-Lavilledieu | 6 262            | en évolution de +1,85 % par rapport à 2016  | 39,34           | 159,2             |
| Montpon-Ménestérol    | 5 845            | en évolution de +6,88 % par rapport à 2016  | 46,34           | 126,1             |
| Saint-Astier          | 5 309            | en évolution de −5,03 % par rapport à 2016  | 34,25           | 155               |
| Source : Insee.       |                  |                                             |                 |                   |

## Population par circonscriptions électorales

### Cantons
De 1973 à 2015, la Dordogne comptait cinquante cantons. Lors des élections départementales de mars 2015, leur nombre a été divisé par deux : il n'en reste plus que vingt-cinq.
En 2012, la population moyenne des 50 cantons était de 8 328 habitants, avec un minimum de 2 304 habitants pour le canton de Villefranche-du-Périgord et un maximum de 21 315 habitants pour le canton de Bergerac-1 (rapport de 1 à plus de 9).
En 2022, la population moyenne des 25 cantons est de 16 653 habitants, avec un minimum de 14 048 habitants pour le canton de Périgueux-2 et un maximum de 20 281 habitants pour le canton d'Isle-Manoire (rapport de 1 à 1,44).

## Structures des variations de population

### Soldes naturels et migratoires depuis 1968
La variation moyenne annuelle est positive et en croissance de 1968 à 2015, mais est négative entre 2015 et 2021. 
Le solde naturel annuel qui est la différence entre le nombre de naissances et le nombre de décès enregistrés au cours d'une même année, a baissé, passant de −0,1 à −0,6 %. La forte baisse du taux de natalité, qui passe de 12,5 à 7,5 ‰, n'est en fait pas compensée par la baisse du taux de mortalité, qui parallèlement diminue de 13,8 à 13,5 ‰.
Le flux migratoire reste quant à lui positif et progresse jusqu'en 2010 puis diminue sur les onze années suivantes. Le taux annuel passe de 0,1 à 0,9 %, puis à 0,5 %.
| Indicateurs démographiques                       | 1968 à1975 | 1975 à1982 | 1982 à1990 | 1990 à1999 | 1999 à2010 | 2010 à2015 | 2015 à2021 |
| ------------------------------------------------ | ---------- | ---------- | ---------- | ---------- | ---------- | ---------- | ---------- |
| Variation annuelle moyenne de la population en % | -0,0       | 0,2        | 0,3        | 0,1        | 0,6        | 0,1        | -0,1       |
| - due au solde naturel en %                      | -0,1       | -0,3       | -0,3       | -0,4       | -0,3       | -0,4       | -0,6       |
| - due au solde apparent des entrées sorties en % | 0,1        | 0,5        | 0,6        | 0,4        | 0,9        | 0,4        | 0,5        |
| Taux de natalité en ‰                            | 12,5       | 10,5       | 10,1       | 9,1        | 9,2        | 8,6        | 7,5        |
| Taux de mortalité en ‰                           | 13,8       | 13,8       | 13,2       | 12,8       | 12,5       | 12,5       | 13,5       |
| Source : Insee.                                  |            |            |            |            |            |            |            |

### Mouvements naturels sur la période 2014-2022
En 2014, 3 479 naissances ont été dénombrées contre 5 241 décès. Le nombre annuel des naissances a diminué depuis cette date, passant à 3 073 en 2022, indépendamment à une augmentation, mais relativement faible, du nombre de décès, avec 6 292 en 2022. Le solde naturel est ainsi négatif et diminue, passant de −1 762 à −3 219.
Pour des raisons techniques, il est temporairement impossible d'afficher le graphique qui aurait dû être présenté ici.

## Densité de population
La densité de population progresse lentement de 1975 à 2013 et régresse légèrement au dernier recensement de 2021. Cette année-là, elle s'établissait à 45,7 hab./km2.
| 1968 |  | 41.3 |  |

| 1975 |  | 41.2 |  |

| 1982 |  | 41.7 |  |

| 1990 |  | 42.6 |  |

| 1999 |  | 42.9 |  |

| 2010 |  | 45.7 |  |

| 2015 |  | 45.9 |  |

| 2021 |  | 45.7 |  |

## Répartition par sexes et tranches d'âges
La population du département est plus âgée qu'au niveau national.
En 2021, le taux de personnes d'un âge inférieur à 30 ans s'élève à 26,3 %, soit en dessous de la moyenne nationale (35,1 %). À l'inverse, le taux de personnes d'âge supérieur à 60 ans est de 37,7 % la même année, alors qu'il est de 26,6 % au niveau national.
En 2021, le département comptait 199 621 hommes pour 214 109 femmes, soit un taux de 51,75 % de femmes, légèrement supérieur au taux national (51,61 %).
Les pyramides des âges du département et de la France s'établissent comme suit.
| Hommes | Classe d’âge | Femmes |
| ------ | ------------ | ------ |
| 1,2    | 90 ou +      | 2,9    |
| 10,6   | 75-89 ans    | 13,4   |
| 23,6   | 60-74 ans    | 23,7   |
| 20,9   | 45-59 ans    | 20,7   |
| 15,5   | 30-44 ans    | 14,8   |
| 13,5   | 15-29 ans    | 11,6   |
| 14,8   | 0-14 ans     | 12,9   |

| Hommes | Classe d’âge | Femmes |
| ------ | ------------ | ------ |
| 0,7    | 90 ou +      | 1,9    |
| 7,0    | 75-89 ans    | 9,5    |
| 16,6   | 60-74 ans    | 17,5   |
| 20,0   | 45-59 ans    | 19,5   |
| 18,8   | 30-44 ans    | 18,3   |
| 18,3   | 15-29 ans    | 16,7   |
| 18,6   | 0-14 ans     | 16,7   |

## Répartition par catégories socioprofessionnelles
La catégorie socioprofessionnelle des retraités est surreprésentée par rapport au niveau national. Avec 37,4 % en 2021, elle est 10,6 points au-dessus du taux national (26,8 %). La catégorie socioprofessionnelle des cadres et professions intellectuelles supérieures est quant à elle sous-représentée par rapport au niveau national. Avec 4,6 % en 2021, elle est 5,5 points en dessous du taux national (10,1 %).
| Catégorie socioprofessionnelle                    | 2015    | 2015 | 2021    | 2021 | Détails de l'année 2021 | Détails de l'année 2021 | Détails de l'année 2021            | Détails de l'année 2021            | Détails de l'année 2021            |
| Catégorie socioprofessionnelle                    | Nb      | %    | Nb      | %    | Hommes                  | Femmes                  | Part en % de la population âgée de | Part en % de la population âgée de | Part en % de la population âgée de |
| Catégorie socioprofessionnelle                    | Nb      | %    | Nb      | %    | Hommes                  | Femmes                  | 15 à 24 ans                        | 25 à 54 ans                        | 55 ans ou +                        |
| ------------------------------------------------- | ------- | ---- | ------- | ---- | ----------------------- | ----------------------- | ---------------------------------- | ---------------------------------- | ---------------------------------- |
| Agriculteurs exploitants                          | 6 278   | 1,8  | 5 554   | 1,5  | 4 085                   | 1 469                   | 0,3                                | 2,4                                | 1,2                                |
| Artisans, commerçants, chefs d'entreprise         | 17 292  | 4,9  | 18 902  | 5,3  | 12 707                  | 6 195                   | 1,1                                | 9,4                                | 3,1                                |
| Cadres et professions intellectuelles supérieures | 14 710  | 4,2  | 16 436  | 4,6  | 9 004                   | 7 432                   | 0,8                                | 8,3                                | 2,6                                |
| Professions intermédiaires                        | 37 832  | 10,7 | 39 744  | 11,1 | 17 959                  | 21 785                  | 7,2                                | 21,8                               | 4,1                                |
| Employés                                          | 55 895  | 15,8 | 53 433  | 14,9 | 12 619                  | 40 814                  | 16,4                               | 26,6                               | 6,2                                |
| Ouvriers                                          | 45 671  | 12,9 | 43 217  | 12,0 | 33 552                  | 9 665                   | 18,4                               | 21,5                               | 4,0                                |
| Retraités                                         | 132 863 | 37,5 | 134 589 | 37,4 | 62 661                  | 71 928                  | 0,0                                | 0,3                                | 71,3                               |
| Autres personnes sans activité professionnelle    | 43 775  | 12,4 | 47 578  | 13,2 | 19 697                  | 27 881                  | 55,7                               | 9,7                                | 7,5                                |
| Ensemble                                          | 354 315 | 100  | 359 452 | 100  | 172 283                 | 187 169                 | 100                                | 100                                | 100                                |
| Sources : Insee,.                                 |         |      |         |      |                         |                         |                                    |                                    |                                    |